# Ной-Пушвиц

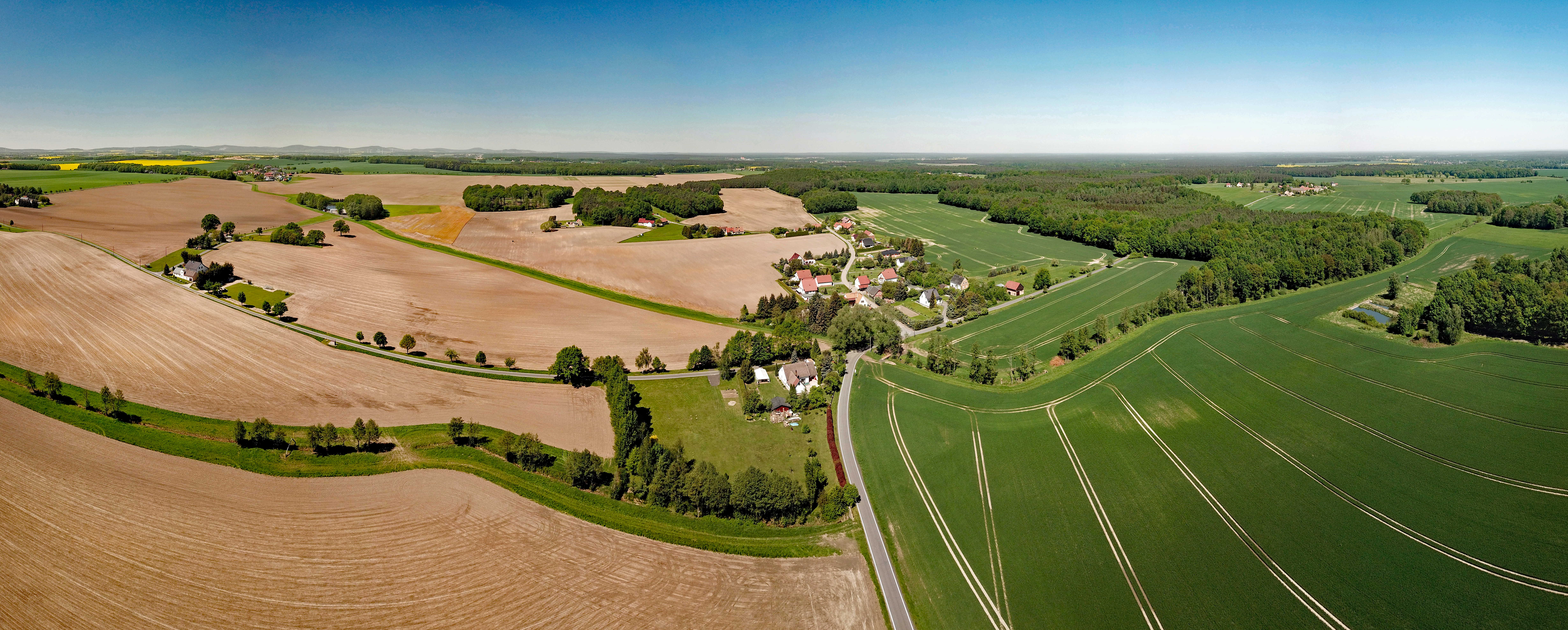

Ной-Пу́швиц или Но́ве-Бо́шицы (нем. Neu-Puschwitz; в.-луж. Nowe Bóšicy) — деревня в Верхней Лужице, Германия. Входит в состав коммуны Пушвиц района Баутцен в земле Саксония. Подчиняется административному округу Дрезден.
Располагается на верхнелужицких сельскохозяйственных угодьях при юго-западной границе лужицкого католического района примерно около одного километра севернее от административного центра общины Бошицы.

## История
Впервые упоминается в 1793 году под наименованием Stillersroda. Называлось именем его владельца Георга Штиллера. С 1834 года носит современное наименование.
С 1936 года входит в состав современной коммуны Пушвиц.
В настоящее время деревня входит в состав культурно-территориальной автономии «Лужицкая поселенческая область», на территории которой действуют законодательные акты земель Саксонии и Бранденбурга, содействующие сохранению лужицких языков и культуры лужичан.

## Население
Официальным языком в населённом пункте, помимо немецкого, является также верхнелужицкий язык.
| 1834 | 1871 | 1890 | 2011 |
| ---- | ---- | ---- | ---- |
| 63   | 66   | 75   | 50   |